# Нгуен Тхань Нгынг
Нгуе́н Тхань Нгынг (вьет. Nguyễn Thành Ngưng, 8 апреля 1992, Дананг, Вьетнам) — вьетнамский легкоатлет, выступающий в спортивной ходьбе. Участник летних Олимпийских игр 2016 года, бронзовый призёр Игр Юго-Восточной Азии 2011 года.

## Биография
Нгуен Тхань Нгынг родился 8 апреля 1992 года во вьетнамском городе Дананг.
В 2011 году завоевал бронзовую медаль на Играх Юго-Восточной Азии в Индонезии в ходьбе на 20 км с результатом 1 час 35 минут 48 секунд.
В 2016 году вошёл в состав сборной Вьетнама на летних Олимпийских играх в Рио-де-Жанейро. В ходьбе на 20 км занял 60-е место среди 63 финишировавших, показав результат 1 час 30 минут 1 секунда и уступив 10 минут 47 секунд победителю Ван Чжэню из Китая.
Владеет рекордами Вьетнама в ходьбе на 20 000 метров и 20 км.

## Личные рекорды
- Ходьба на 5000 метров — 22.36,80 (16 июля 2010, Куала-Лумпур)[3]
- Ходьба на 10 000 метров — 44.22,08 (11 июля 2012, Хошимин)[3]
- Ходьба на 20 000 метров — 1:36.09,00 (17 сентября 2019, Хошимин)[3]
- Ходьба на 20 км — 1:23.29 (20 марта 2016, Номи)[3]

## Семья
Старшая сестра Нгуен Тхи Тхань Фук (род. 1990) также занимается спортивной ходьбой, в 2012 году выступала на летних Олимпийских играх в Лондоне. По её примеру Нгуен Тхань Нгынг пришёл в лёгкую атлетику.